# 潴龙河 (马颊河)
潴龙河，位于中华人民共和国河南省东北部，是马颊河右岸支流，发源于濮阳市濮阳县清河头乡沙河寨村，蜿蜒向北流经濮阳市华龙区东部、清丰县中部等地区，最后于南乐县近德固乡温吉七村西北阎王庙汇入马颊河。河长68千米，流域面积247平方千米。